# Тітас – Нарсінгді – Дакка
Тітас – Нарсінгді – Дакка – один з перших газопроводів у історії Бангладеш, споруджений для видачі продукції найбільшого родовища країни Тітас. 
Розробка Тітаса почалась у 1968 році. У підсумку частину видобутого ресурсу використали на зведених поруч об’єктах – ТЕС Ашугандж (почала роботу в 1970-му) та заводі азотних добрив у Ашуганджі (став до ладу в 1981-му), втім, перш за все організували поставки у південно-східному напрямку до Дакки, для чого в 1968-му ввели в дію трубопровід довжиною 82 км та діаметром 350 мм.  Перехід цієї споруди через потужну річку Мегхна облаштували з використанням залізничного моста. Первісно єдиним великим споживачем блакитного палива в районі Дакки була ТЕС Сиддгіргандж, до якої з 1987-го приєдналась ТЕС Харіпур компанії BPDB. 
До кінця 20 століття першу ділянку траси до Нарсінгді підсилили другою ниткою довжиною 46 км та діаметром 400 мм. Крім того, до Нарсінгді вивели перемичку довжиною 25 км та діаметром 500 мм від Монохарді, що дозволило отримувати ресурс із газотранспортного коридору Ашугандж – Бхерамара (пройшов через Монохарді у 1992-му). Що стосується ділянки від Нарсінгді до Дакки, то вона у підсумку була підсилена другою ниткою довжиною 41 км з діаметром 500 мм. При цьому в Дацці продовжували нарощувати електроенергетичні потужності – в 1999-му стала до ладу плавуча ТЕС Харіпур, в 2001-му запустили велику ТЕС Харіпур від Pendekar Energy, а в 2010-х роках стали до ладу ТЕС Сиддгіргандж  та ТЕС Харіпур, споруджені компанією EGCB (варто відзначити, що ще з середини 1980-х сюди вивели газопровід Бахрабад – Дакка, тому маршрут від Тітаса був не єдиним джерелом живлення).
Від Нарсінгді проклали відгалуження на захід до Горасалу, яке первісно мало дві нитки довжиною по 12 км з діаметром 350 мм, а потім було підсилене третьою ниткою з діаметром 400 мм. Це дозволило подати ресурс для горасальського заводу азотних добрив Urea Fertilizer Factory  (став до ладу в 1974-му) та ТЕС Горасал (перший блок ввели в експлуатацію у 1974-му). В 1985-му у Горасалі почав роботу ще один завод азотної хімії Polash Urea Fertilizer Factory. Крім того, подали ресурс далі на захід по трубопроводу Горасал – Джойдевпур довжиною 25 км та діаметром 350 мм (в середині 2000-х у цьому районі стала до ладу ТЕС Тонгі, яка також споживає блакитне паливо).